# Langues aux Pays-Bas
 (juillet 2012).
Si vous disposez d'ouvrages ou d'articles de référence ou si vous connaissez des sites web de qualité traitant du thème abordé ici, merci de compléter l'article en donnant les références utiles à sa vérifiabilité et en les liant à la section « Notes et références ».
 (mars 2015).
Améliorez-le ou discutez des points à vérifier. 
Les langues aux Pays-Bas sont dominées par le néerlandais, la langue officielle. Les langues et dialectes parlés traditionnellement dans le pays appartiennent tous aux langues germaniques occidentales. Y sont représentés les idiomes frisons, bas-saxons, bas-franciques septentrionaux, dont le néerlandais fait partie, bas-franciques méridionaux (limbourgeois) et moyen-franciques. 
En 2007, puis en 2010, le gouvernement néerlandais a annoncé son intention de faire modifier la constitution des Pays-Bas afin que la langue néerlandaise soit reconnue comme la langue officielle des Pays-Bas. Il envisageait également de reconnaître légalement la langue frisonne, à l'exclusion de toute autre langue.
En effet, aucun texte législatif ne définit la langue officielle des Pays-Bas, cependant le néerlandais standard (Algemeen Nederlands) l'est de facto, puisque c'est la langue utilisée dans tous les domaines par l'État néerlandais et les services publics.

## Néerlandais
Le néerlandais est la langue officielle couramment utilisée aux Pays-Bas (et dans ses [anciennes] dépendances), et une des langues officielles en Belgique (Communauté flamande).
- Littérature néerlandaise, néerlandistique
- Liste des pays et régions ayant le néerlandais pour langue officielle
- Répartition géographique du néerlandais
- Dialectes néerlandais

## Langues régionales reconnues par les Pays-Bas
Les Pays-Bas ont signé et ratifié la Charte européenne des langues régionales ou minoritaires entrée en vigueur au 1er mars 1998 et ont reconnu dans ce cadre les langues suivantes :
- le frison occidental (frysk), une langue germanique occidentale du groupe anglo-frison parlée par environ 400 000 locuteurs en Frise. C'est la langue continentale la plus proche de l'anglais. Elle dispose d'un statut de co-langue officielle uniquement dans la province de Frise (Fryslân).

- le bas saxon des Pays-Bas (Niedersächsisch), une langue germanique occidentale, surtout la branche occidentale du bas allemand, regroupant plusieurs dialectes du Nord-Est des Pays-Bas (Groningue, Frise, Drenthe, Overijssel, Gueldre) et également parlé au Nord-Ouest de l'Allemagne.
  - le groningois
    - Kollumerlands
    - Gronings et Noordenvelds

  - le westphalien
    - Stellingwerfs
    - Midden-Drèents
    - Zuid-Drents
    - Twents
    - Twents-Graafschaps
    - Gelders-Overijssels (Achterhoeks)
    - Urks
    - Veluws

- le limbourgeois variante du bas francique parlée dans le Limbourg, ainsi que dans le Limbourg belge où il n'a pas de statut officiel ; il est en revanche reconnu comme langue régionale endogène par la Communauté française de Belgique.

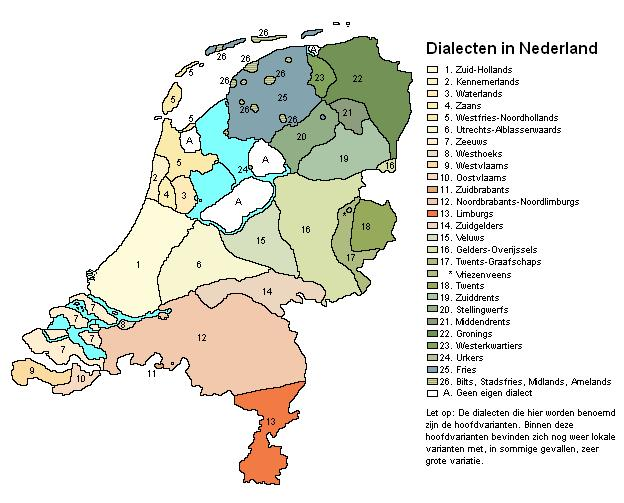
Langues et dialectes des Pays-Bas

Sont également parlés localement les dialectes bas-franciques suivants :
- dans le nord-ouest (hollandais) :
  - Zuid-Hollands (hollandais méridional)
  - Westhoeks
  - Waterlands et Volendams
  - Zaans
  - Kennemerlands
  - West-Fries (frison de Frise occidentale, différent du frison de Frise)
- Bildts, Midslands, Stadsfries et Amelands (dialectes influencés par l'hollandais minoritaires en province de Frise)

- au centre :
  - Utrechts-Alblasserwaards
  - Zuid-Gelders
  - Noord-Brabants (brabançon septentrional)

- au sud-ouest (Flamand) :
  - Oost-Vlaams/Oast-Vloams (flamand oriental)
  - West-Vlaams/West-Vlams (flamand occidental)
  - Zeeuws/Zeêuws (zélandais, parfois considéré comme un dialecte flamand occidental : flamand de Zélande)

Dans les Antilles néerlandaises et Aruba, divers créoles sont utilisés dont le plus important est le papiamento.

## Autres langues parlées aux Pays-Bas
Deux langues internationales, non territoriales, sont également parlées :
- le romani (ou tzigane), appartenant au groupe indo-aryen des langues indo-iraniennes, utilisé par près de 200 000 locuteurs (tous pays européens confondus, près de 3 000 aux Pays-Bas),
- l’hébreu (voir Histoire des Juifs aux Pays-Bas,
- le yiddish, appartenant au groupe haut allemand des langues germaniques occidentales.

Bien que n'appartenant plus aux Pays-Bas, le passé colonial a permis l'éclosion d'autres langues dérivées du néerlandais :
- l’afrikaans, langue germanique parlée en Afrique du Sud répandue au temps des colonies néerlandaises,
- le papiamento, créole des Antilles néerlandaises.

L'anglais est parlé par la majorité des Néerlandais (entre 75 % et 90 %) , comme dans la plupart des pays du nord de l'Europe. Les néerlandais font partie des pays ayant le meilleur niveau d'anglais pour un pays non anglo-saxon. Cette langue est enseignée dès la maternelle. Elle est souvent utilisée dans l'administration, sans pour autant avoir un statut officiel : anglais aux Pays-Bas. 
L’allemand arrive en seconde position (71 %). La population néerlandaise parle également très bien l'allemand, du fait de la proximité entre les 2 pays. L'allemand, à partir du collège, est le plus souvent automatiquement enseignée dès la LV2.
Le français est loin derrière, avec 200 000  à   300 000 locuteurs en seconde langue (29 %).
D'importantes autres minorités linguistiques liées à l’immigration sont présentes aux Pays-Bas, dont :
- le berbère, dans sa variante rifaine, parlé par plus de 300 000 Marocains ou descendants de Marocains,
- l'arabe (140 000 locuteurs, toutes origines confondues),
- le turc, le kurde, l'assyrien...
- l'indonésien, le tagalog, le vietnamien...
- le cap-verdien...